# Arenaria
L'arenaria (pietra arenaria se intesa come materiale lapideo) è una roccia sedimentaria composta di granuli dalle dimensioni medie di una sabbia. I granuli possono avere varia composizione mineralogica, in funzione dell'area di provenienza. Tra i grani più resistenti all'abrasione e all'alterazione chimica, comunemente abbondano quelli di quarzo, minerale che, proprio per la sua resistenza, è uno dei costituenti più comuni di queste rocce. I granuli sono tra loro legati da un cemento, originato dalla precipitazione chimica di minerali formati da ioni presenti nelle acque circolanti fra i pori interstiziali; comunemente come cemento si rinviene il carbonato di calcio, sia sotto forma di calcite, che di aragonite, meno abbondantemente la silice o talvolta un ossido di ferro.

## Caratteristiche e origine
L'arenaria è una roccia clastica, che si forma per cementazioni di sabbie in periodi e strati diversi. Il trasporto dei sedimenti sabbiosi è dovuto all'azione del vento in ambiente subaereo, o all'azione di correnti d'acqua nei fiumi, nei laghi e nei mari. Talora queste rocce contengono particolari strutture sedimentarie, come i ripple marks, che testimoniano il tipo e l'energia della corrente responsabile della loro deposizione.
Le arenarie, insieme con le marne, le peliti e le calcareniti, sono le rocce più comuni dei depositi di avanfossa, comunemente conosciuti con il nome di flysch. La deposizione delle arenarie di avanfossa è legata all'azione di correnti di torbida, capaci di trasportare per distanze enormi grandi masse di sedimento a distanze variabili rispetto alla linea di costa. Gli strati arenacei, aventi spessore variabile in base al volume della torbida e alla prossimalità o distalità dall'area sorgente del sedimento, occupano solitamente la parte basale dei depositi torbiditici (livelli Ta, Tb e Tc di Bouma, 1962). Le arenarie del livello Ta di Bouma sono organizzate in potenti strati massivi, che alla base possono presentare impronte di fondo dovute all'effetto del passaggio della corrente sul substrato già deposto.
Il livello arenaceo Tb è contraddistinto da lamine piane, mentre il Tc presenta strutture particolari, come ripple marks e lamine convolute. Alla base degli strati arenacei dei depositi di avanfossa sono molto comuni impronte di fondo biogeniche (tracce fossili). Le arenarie di avanfossa hanno granulometria variabile e spesso sono gradate, ossia la dimensione dei granuli diminuisce dalla base al tetto dello strato. In Italia le arenarie di avanfossa sono molto diffuse in Appennino settentrionale e appartengono a formazioni che hanno nomi differenti spostandosi dal Mar Tirreno al Mare Adriatico (Macigno delle Cinque Terre, Pseudomacigno, Macigno di Barga, Macigno dei Monti del Chianti, Arenarie di Monte Falterona, Arenarie di Monte Cervarola, Marnoso-Arenacea, Formazione della Laga). Le correnti di torbida che le hanno originate provenivano sia dall'arco alpino, come testimoniato dalla presenza, tra i granuli, della muscovite (minerale tipico di rocce metamorfiche) e l'orientamento delle correnti di fondo, sia dalla catena appenninica in sollevamento.
La forma dei singoli granuli permette di ipotizzare le origini del sedimento: i granuli marini e fluviali sono generalmente da angolosi a leggermente arrotondati; quelli fluviali sono angolosi e raramente poco lucenti; i granuli eolici sono arrotondati e levigati.
La roccia ha un peso di volume generalmente compreso fra 2 e 2,6 tonnellate/m3, in funzione della sua composizione mineralogica e della sua porosità.

## La matrice e il cemento
Il materiale fine che solitamente si trova fra i granuli si chiama matrice e in un'arenaria tende a riempire gli spazi fra i granuli.
Dipendendo dal meccanismo di deposizione, può essere considerata come sindeposizionale, quando si deposita insieme ai granuli, o postdeposizionale, quando si deposita una volta che i granuli si siano già sedimentati. Il primo caso avviene per flocculazione diretta ovvero quando l'argilla floccula nell'acqua marina e si deposita assieme alla sabbia, oppure in presenza di correnti di torbida. Il secondo caso, invece, avviene per infiltrazione (la matrice è introdotta meccanicamente tra i pori per infiltrazione dell'acqua) o a causa della bioturbazione causata da organismi che vivono sul fondo.
Il cemento nelle rocce terrigene è quasi sempre di origine diagenetica, esso può derivare o dalla dissoluzione e riprecipitazione della calcite o dall'alterazione dei feldspati e delle miche che comporta la formazione di minerali argillosi.
Utilizzando una vecchia terminologia, la quantità di matrice/cemento permette di potere distinguere le arenarie da altre rocce sedimentarie di origine detritica.
- peliti - se la matrice è presente in percentuali maggiori del 75%
- grovacche - se la matrice è presente in percentuali comprese fra il 75% e il 50%
- subgrovacche - se la matrice è presente in percentuali comprese fra il 50% e il 15%
- areniti - se la matrice è presente in percentuali inferiori al 15% ed è presente cemento che litifica la roccia.

## Utilizzi
Essendo facilmente lavorabile , l'arenaria trova vasto impiego nell'edilizia. Per esempio, nel nord-ovest  della Sardegna, il centro storico di Alghero è stato interamente costruito in arenaria gialla proveniente dalle coste, compresi la muraglia e tutte le fortificazioni.